# Artisti Uniti per Genova
Artisti Uniti per Genova è un supergruppo italiano creato per scopi benefici nel 2012 da Verdiano Vera con l'obiettivo di raccogliere fondi attraverso la pubblicazione del singolo Ora che e lanciare un messaggio di incoraggiamento alla popolazione genovese afflitta in quel periodo per la perdita delle vite avvenuta durante la disastrosa alluvione di Genova del 4 novembre 2011. I proventi raccolti con Ora che furono devoluti alla Croce Bianca genovese. Gli Artisti Uniti per Genova raccolsero con il brano Ora che i soldi necessari all'acquisto di un'autoambulanza.

## Il nome
"Artisti Uniti per Genova" è il nome del primo supergruppo genovese della storia riunitosi per una causa benefica. 
Il nome "Artisti Uniti per Genova" fu scelto sulla base del successo del precedente progetto Domani 21/04.2009, che nel 2009 aveva aiutato le vittime del terremoto avvenuto in Abruzzo.

## Pubblicazioni
Il brano "Ora che" fu scritto e composto da Max Campioni, arrangiato da Lauro Ferrarini e fu inciso nel gennaio 2012 nello Studio Maia a Genova.
Il singolo "Ora che" fu pubblicato il 24 aprile 2012 in digitale su tutti i web store dall'etichetta discografica genovese "Maia Records" di proprietà di Verdiano Vera debuttando una settimana dopo su CD in tutte le edicole, le profumerie e le tabaccherie di Genova distribuito in pochissimi giorni dai volontari della Croce Bianca genovese.
La canzone fu registrata in 2 sessioni differenti avvenute il 20 gennaio 2012 e il 4 febbraio 2012 e venne presentata ufficialmente per la prima volta il giorno 4 aprile 2012 presso la sede della Croce Bianca genovese. 
La RAI fu presente ad entrambe le sessioni di registrazione.
Al progetto parteciparono 37 artisti, fra musicisti e cantanti, incluso lo stesso Verdiano Vera, che oltre a produrre il singolo, si occupò anche di radunarli e di coordinarli tutti. 30 artisti si alternarono alla voce solista; fra gli altri, Vittorio De Scalzi dei New Trolls, Michele, Irene Fornaciari, Roberto Tiranti, Piero Parodi, il Gabibbo, Alexander. Trilli, i Buio Pesto, i Latte e Miele, i Delirium e Daniele Raco.
Le sessioni di registrazione furono filmate in previsione della produzione di un videoclip, in presenza della stampa nazionale. Il filmato venne incluso nella stampa del CD e venne poi spedito singolarmente alle redazioni regionali, alle testate giornalistiche nazionali e diffuso su internet tramite social network.
La cover del CD, realizzata da Linda Cavallero, fu autografata da tutti gli artisti partecipanti. 
Il CD conteneva anche una traccia con il video delle sessioni di registrazione.
Il progetto meritò il consenso da parte di tutte le testate giornalistiche locali più importanti che ne parlarono per diverse settimane.
La vendita del CD fu supportata per un mese da un'importante campagna pubblicitaria a favore degli alluvionati finanziata dalla "Maia Records".

### Cantanti
Ognuno dei seguenti cantanti (in ordine sparso) canta uno o più versi nel brano:
- Vittorio De Scalzi dei New Trolls
- Irene Fornaciari
- Roberto Tiranti
- Michele
- Piero Parodi
- Ettore Vigo dei Delirium
- Martin Grice dei Delirium
- Sergio Alemanno
- Gabibbo di Striscia la notizia
- Giorgio Usai dei New Trolls
- Buio Pesto
- I Trilli
- Claudia Pastorino
- Enrico Lisei
- Matteo Merli
- Massimo Gori dei Latte e Miele
- Giancarlo Marcello della Casa dei Latte e Miele
- Luciano Ventriglia
- Gianfranco Minelli
- Alexander
- Max Campioni
- Alberto Marafioti
- Stefano Lupo Galifi del Museo Rosenbach
- Franco Faloppi
- Andrea Di Marco
- Marco Rinaldi
- Andrea Possa
- Pippo Lamberti
- Daniele Ronchetti
- Daniele Raco

## Strumentisti
- Lauro Ferrarini - Chitarre Elettriche, Grooves, Sequenze e Tastiere
- Salvatore Camilleri - Batteria
- Bob Callero - Basso
- Giancarlo Marcello Della Casa - Chitarra Classica
- Giorgio Usai - Tastiere
- Martin Grice - Flauto

## Progetti affini
Il progetto Artisti Uniti di Genova prese ispirazione da molte altre pubblicazioni realizzate a scopi benefici:
- "We are the World", USA for Africa (Stati Uniti)
- "Nel blu dipinto di blu (volare)", Musicaitalia per l'Etiopia
- "Alleluia (Merry Christmas)", Football Stars (con i più grandi calciatori italiani e stranieri)
- "Nack im Wind", Band für Afrika (Germania)
- "Ethiopie", Chanteurs Sans Frontiere (Francia)
- "Tears are not Enough", Northern Lights (Canada)
- "Sammen for Livet", Forente Arister (Norvegia)
- "Stars", Hear 'n Aid  (artisti heavy metal internazionali)
- "Afrika" (Danimarca)
- "Domani 21/04.2009", Artisti Uniti per l'Abruzzo (Italia)